# Guizhou Aircraft Industry Corporation
 (avril 2021).
La mise en forme du texte ne suit pas les recommandations de Wikipédia : il faut le « wikifier ».
Les points d'amélioration suivants sont les cas les plus fréquents. Le détail des points à revoir est peut-être précisé sur la page de discussion.
- Les titres sont pré-formatés par le logiciel. Ils ne sont ni en capitales, ni en gras.
- Le texte ne doit pas être écrit en capitales (les noms de famille non plus), ni en gras, ni en italique, ni en « petit »…
- Le gras n'est utilisé que pour surligner le titre de l'article dans l'introduction, une seule fois.
- L'italique est rarement utilisé : mots en langue étrangère, titres d'œuvres, noms de bateaux, etc.
- Les citations ne sont pas en italique mais en corps de texte normal. Elles sont entourées par des guillemets français : « et ».
- Les listes à puces sont à éviter, des paragraphes rédigés étant largement préférés. Les tableaux sont à réserver à la présentation de données structurées (résultats, etc.).
- Les appels de note de bas de page (petits chiffres en exposant, introduits par l'outil «  Source ») sont à placer entre la fin de phrase et le point final[comme ça].
- Les liens internes (vers d'autres articles de Wikipédia) sont à choisir avec parcimonie. Créez des liens vers des articles approfondissant le sujet. Les termes génériques sans rapport avec le sujet sont à éviter, ainsi que les répétitions de liens vers un même terme.
- Les liens externes sont à placer uniquement dans une section « Liens externes », à la fin de l'article. Ces liens sont à choisir avec parcimonie suivant les règles définies. Si un lien sert de source à l'article, son insertion dans le texte est à faire par les notes de bas de page.
- La présentation des références doit suivre les conventions bibliographiques. Il est recommandé d'utiliser les modèles {{Ouvrage}}, {{Chapitre}}, {{Article}}, {{Lien web}} et/ou {{Bibliographie}}. Le mode d'édition visuel peut mettre en forme automatiquement les références.
- Insérer une infobox (cadre d'informations à droite) n'est pas obligatoire pour parachever la mise en page.

Pour une aide détaillée, merci de consulter Aide:Wikification.
Si vous pensez que ces points ont été résolus, vous pouvez retirer ce bandeau et améliorer la mise en forme d'un autre article.
Guizhou Aircraft Industry Corporation (GAIC) ou Guizhou Aviation Industry Group ou Guizhou Aviation Aircraft Co Ltd (GAC) ou Guizhou Aircraft Import / Export Company (GAIEC) est un constructeur aéronautique et militaire chinois basé à Guiyang, Guizhou.

## Historique
Guizhou Aircraft Industry Corporation (GAIC) est un regroupement de plusieurs entreprises, usines et instituts travaillant dans le secteur aéronautique et non-aéronautique. Principalement connu sous le nom de GAIC, il est aussi parfois appelé Guizhou Aviation Industry Group ou Guizhou Aviation Aircraft Co Ltd (GAC) ou encore Guizhou Hangkong Gongye Gongsi. Il s'agit d'une filiale de l'Aviation Industry Corporation of China (AVIC). Ses principales usines aéronautiques se nomment Honghu, Honglin, Longyan, Shuangyang et Yunma. Cet ensemble regroupe aussi les compagnies Liyang Aero Engine Corporation et Fenglei Armament Factory. Le 1er juillet 2007, le GAIC acquiert le Dongfang Machine Tool Co Ltd (fondé en 1965 et spécialisé dans les machines-outils lourdes) situé dans le sud-ouest de la province de Guizhou et qui avait fait faillite en 2005.
Les principales productions du GAIC comprennent des avions d'entraînements (JL-9), des turboréacteurs (WP7 et WP13), des drones, des missiles air-air et des lanceurs. Au sein d'une joint-venture avec Subaru nommée Yunque (云雀), ils ont également construit des versions sous licence chinoise de voitures comme les Subaru Rex et Subaru Vivio. Le GAIC fabrique aussi des axes de maintenance et des outils pour la maille des avions de ligne Airbus[Quoi ?].
En 2003, le GAIC était entré en négociations avec l'entreprise brésilienne Aeromot pour la production sous licence de train d’atterrissage rétractables de l'AMT 600 Guri et de la possibilité de produire des motoplaneurs modèle AMT-200/300 Super Ximango.
En 2005 il développe le drone militaire BZK-007. Un de ses principaux avions est le chasseur d'entraînement JL-9. Plusieurs versions de cet avion sont sorties dont une, le FTC-2000 exporté vers le Soudan et une version navale développée pour former les pilotes du second porte-avion chinois le Shandong.

## Modèles
Avions d'entraînement

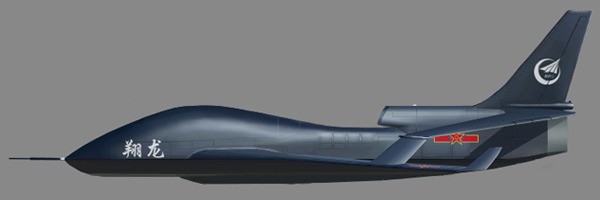
Guizhou Soar Dragon

- Guizhou JL-9 Shanying : Avion d'entraînement biplace initialement appelé FTC-2000 Mountain Eagle - basé sur le chasseur d'entraînement JJ-7 / MiG-21U. La conception a commencé en 2000 et il a été présenté sous la forme d'un modèle la même année. Le premier des 3 prototypes effectue son premier vol le 13 décembre 2003. Une pré-série de 4 à 6 avions était prévue pour 2006[1]. Il fut présenté au 46e salon du Bourget et au retour de cette présentation fut commandé par l'armée populaire de Chine (PLAAF) pour une production qui commença en 2010. Plusieurs versions du JL-9 furent produites dont une pour l'aéronavale chinoise JL-9G et dont le premier vol se déroula le 12 mai 2020[5],[6]. La version d'export du JL-9 est officiellement désigné FTC-2000 et 6 exemplaires ont été exportés vers le Soudan[4].
- Guizhou LFC-6 : version monoplace du JL-9, initialement appelé CY-1. Deux prototypes étaient prévus[1].

Chasseurs
- Guizhou JJ-7 : Développé en interne - version améliorée du MiG-21

Véhicules aériens sans pilote
- WuZhen-2000 (WZ-2000) : Drone polyvalent qui fut le premier drone chinois à être produit de manière industrielle en 2009. Le premier vol du WZ-2000 eut lieu le 26 décembre 2008, jour anniversaire de la naissance de Mao Zedong et dura finalement 74 minutes au lieu des 27 minutes initialement programmées à cause d'un problème d'altimètre. Le WZ-2000 fut mis en service actif dans l'armée chinoise dès 2009[7].
- Soar Dragon
- Yangguang (« Lumière du Soleil ») : il s'agit d'un drone de télédétection aérienne utilisé par la Chine. C'est un drone à l'apparence d'un avion de tourisme léger à ailes basses et empennage conventionnel. Le train d’atterrissage tricycle est escamotable et il est doté d’un moteur à pistons actionnant une hélice tripale. La partie cockpit contient des instruments[8].
- BZK-007 : version militarisée du Yangguang mais avec train d'atterrissage fixe et des équipements militarisés. Le premier vol eut lieu le 8 août 2005 et il fut présenté en public en 2006. Il dispose de caméras haute-définition et infrarouge[8].
- Qiangzhong : autre version du Yangguang mais sans "cockpit"[8].
- Harrier Hawk I : version d'exportation du Yangguang[8].

Turboréacteur
- Guizhou WS-13[9] : moteur développé à partir de 2000 sur la base du moteur russe RD-33/93. Ce moteur est destiné au chasseur léger JF-17 co-développé avec le Pakistan[10],[11] et chasseur furtif J-31.

## Voir également
- Aviation Industry Corporation of China (AVIC)
- AVIC I Commercial Aircraft
- Changhe Aircraft Industries Corporation
- Chengdu Aircraft Corporation
- Harbin Aircraft Manufacturing Corporation
- Hongdu
- Shenyang Aircraft Corporation
- Xi'an Aircraft Industrial Corporation